# HKUST-1

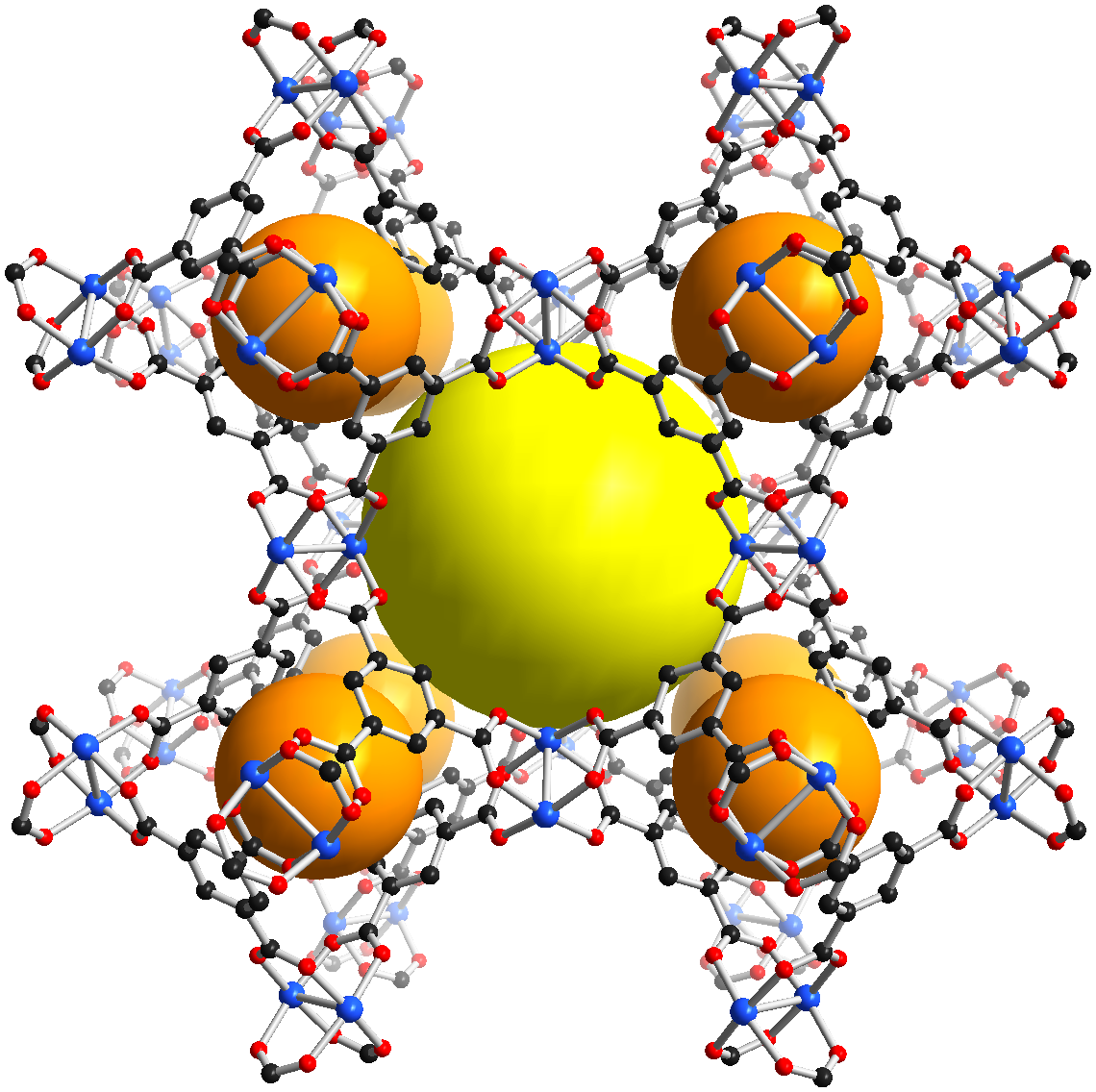
Gerüststruktur von desolvatisiertem HKUST-1. Die Kugeln repräsentieren zwei verschiedene Arten von Poren in der Gerüststruktur. Blau: Metallzentren, Rot: Sauerstoff, schwarz: Kohlenstoff, Wasserstoffatome sind nicht dargestellt.

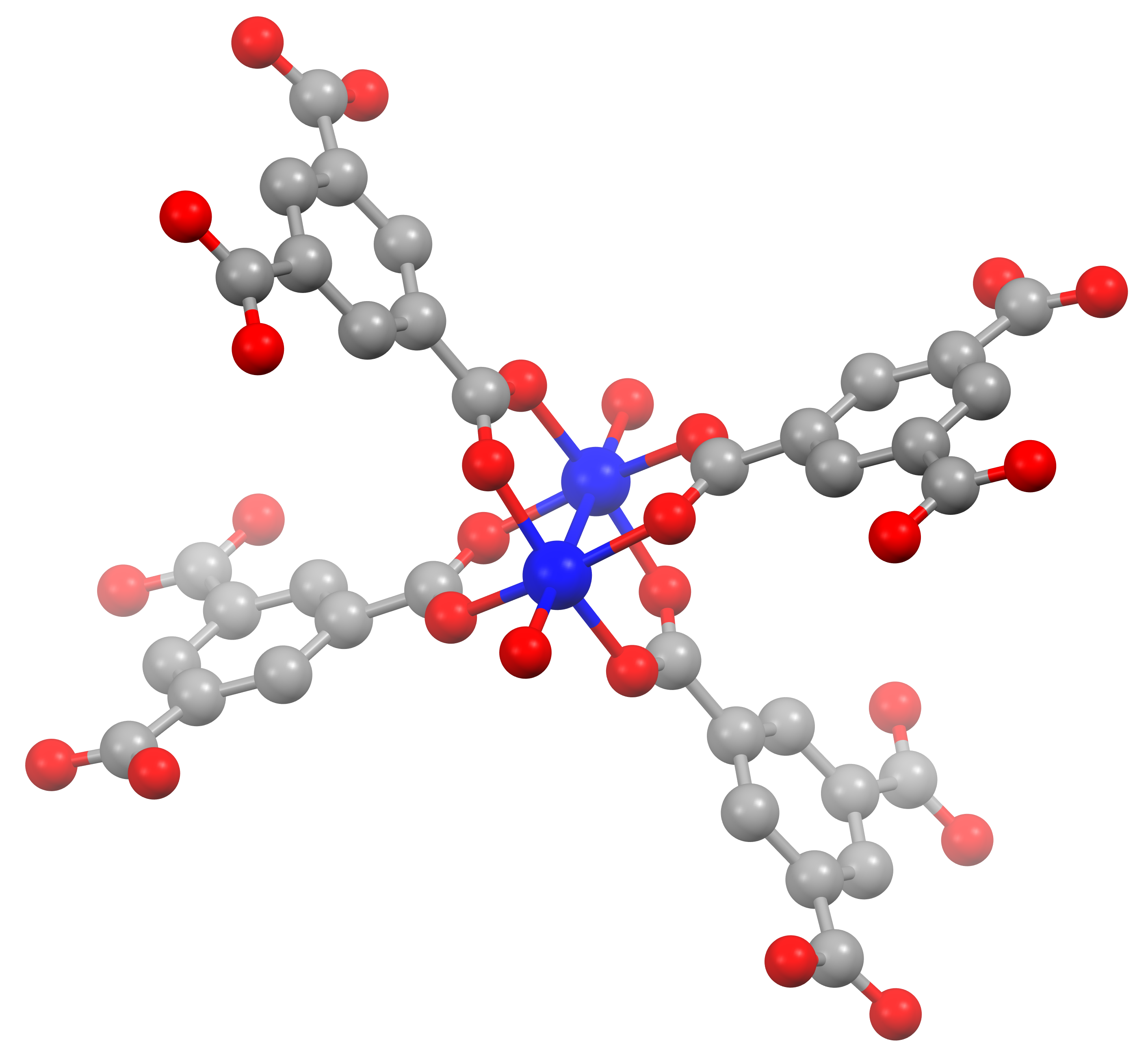
Schaufelradeinheit (paddlewheel-SBU) der HKUST-1-Struktur im hydratisierten Zustand. An axialer Position des Schaufelrads ist je ein Wassermolekül an die Metallzentren gebunden.

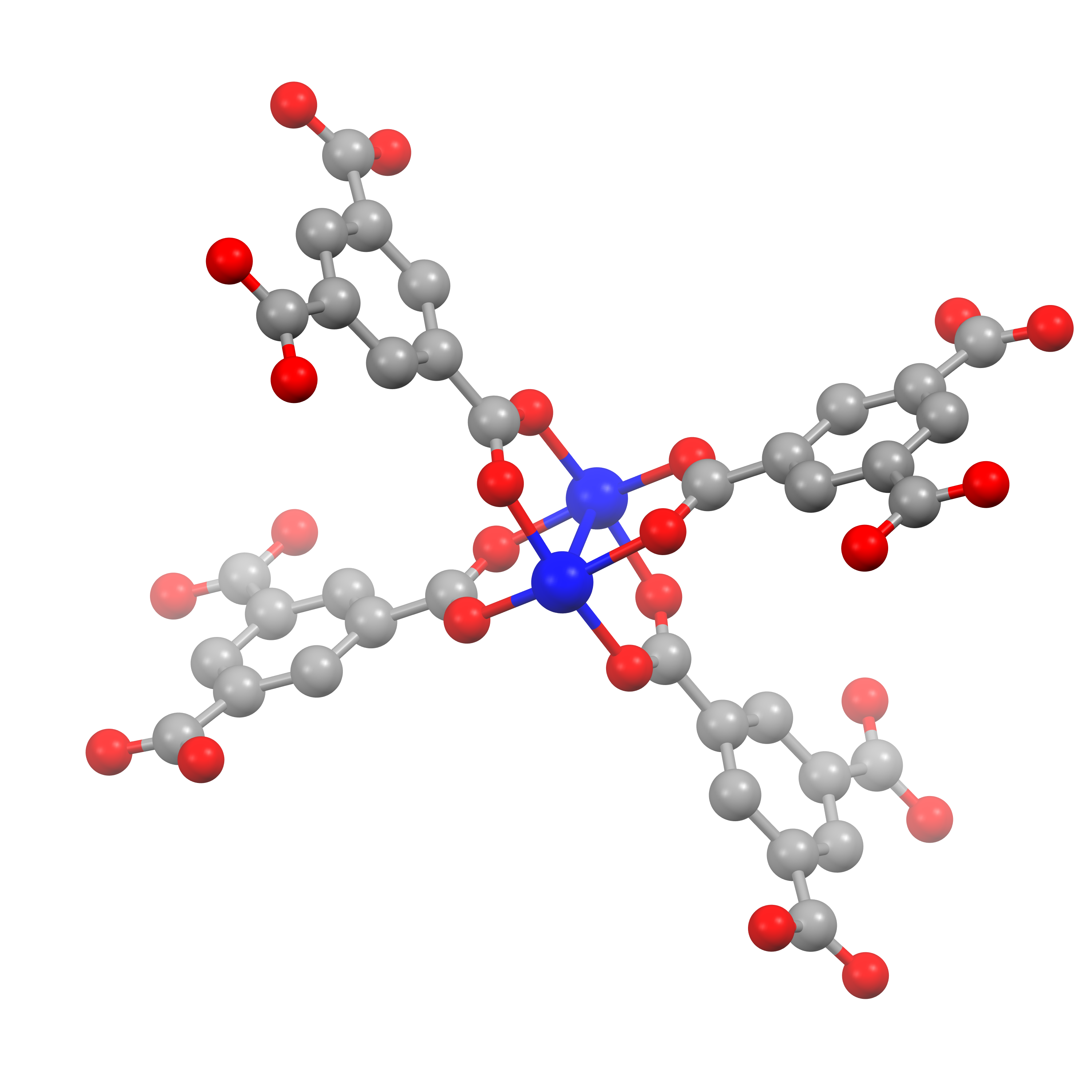
Schaufelradeinheit (paddlewheel-SBU) der HKUST-1-Struktur im dehydratisierten Zustand. Die axialen Positionen des Schaufelrads sind frei (= koordinativ ungesättigte Zentren).

Als HKUST-1 (HKUST ⇒ Hong Kong University of Science and Technology), auch bekannt als MOF-199, wird eine Strukturfamilie bezeichnet, die zu der Gruppe der Metall-organischen Gerüstverbindungen gehören.

## Beschreibung
Metall-organische Gerüstverbindungen sind kristalline Materialien, in welchen Metallzentren durch Brückenliganden (sogenannte Linker) dreidimensional in sich wiederholenden Koordinationseinheiten verbunden sind. Die HKUST-1-Struktur wird von dimeren Metallzentren aufgebaut, welche durch Benzol-1,3,5-tricarboxylat-Linkermoleküle verbunden sind. Eine dimere Metalleinheit, an die vier Benzol-1,3,5-tricarboxylatlinker gebunden sind, wird als Schaufelrad bezeichnet und wird häufig als sekundäre Baueinheit (englisch secondary building unit, SBU) der HKUST-1-Struktur bezeichnet. Im hydratisierten Zustand, welcher üblicherweise vorliegt, wenn HKUST-1-Materialien an Luft aufbewahrt werden, ist ein Wassermolekül an jedes der zwei Metallzentren an der axialen Position der SBU koordiniert. Durch einen Aktivierungsprozess bei erhöhten Temperaturen oder unter Vakuum können diese Wassermoleküle entfernt werden, wodurch der desolvatisierte Zustand erreicht wird, in dem ein Koordinationsplatz an jedem Metallzentrum unbesetzt ist. Diese freie Koordinationsstelle wird als koordnatives ungesättigtes Zentrum (englisch coordinatively unsaturated site, CUS) bezeichnet und steht für direkte Metall-Substrat-Wechselwirkungen mit Gastmoleküle in den Poren zur Verfügung. Im desolvatisierten Zustand ist die Summenformel von HKUST-1-Materialien M3(BTC)2.

## Strukturelle Analoga

### Monometallische HKUST-1-Analoga
Cu2+ wurde als Metallzentrum in dem ersten entwickelten HKUST-1-Material verwendet. Inzwischen wurde die HKUST-1-Struktur auch mit anderen Metallen hergestellt, die überwiegend einen Oxidationszustand von +2 besitzen. Dabei ist die gesamte Gerüststruktur neutral. Werden jedoch trivalente Metalle (Oxidationszustand +3) eingesetzt, so ist die Gerüststruktur positiv geladen und es benötigt Anionen um diese Ladung zu kompensieren und die Ladungsneutralität zu gewährleisten. Die Anionen sind dann statt Lösungsmittelmolekülen an den axialen Positionen der Schaufelradeinheiten und können nicht ohne weiteres entfernt werden.
| Metallzentrum und Oxidationszahl | Jahr der Erstveröffentlichung | Alternativer Name | Zitation    |
| -------------------------------- | ----------------------------- | ----------------- | ----------- |
| Cu2+                             | 1999                          | Cu3BTC2, CuBTC    | [ 1 ] [ 4 ] |
| Mo2+                             | 2006                          | TUDMOF-1          | [ 5 ]       |
| Fe2+/3+                          | 2007                          | -                 | [ 6 ]       |
| Cr2+                             | 2010                          | -                 | [ 7 ]       |
| Ni2+                             | 2011                          | -                 | [ 8 ]       |
| Zn2+                             | 2011                          | -                 | [ 9 ]       |
| Ru2+/3+                          | 2011                          | -                 | [ 10 ]      |
| Co2+                             | 2012                          | -                 | [ 11 ]      |
| Fe2+                             | 2012                          | -                 | [ 11 ]      |
| Mn2+                             | 2012                          | -                 | [ 11 ]      |
| Fe3+                             | 2014                          | -                 | [ 3 ]       |
| Ru2+                             | 2016                          | -                 | [ 12 ]      |
| Rh2+                             | 2019                          | Rh-BTC            | [ 13 ]      |

### Multimetallische HKUST-1-Analoga
Zusätzlich zu monometallischen HKUST-1-Materialien wurden verschiedene multimetallische HKUST-1-Analoga hergestellt, welche zwei oder mehr Metalle in ihrer Gerüststruktur enthalten. Diese Metalle sind über äquivalente Positionen im Gerüst verteilt und die Metallverhältnisse können häufig beliebig variiert werden. Der Einbau von mehreren Metallen in eine HKUST-1-Struktur kann durch eine direkte Synthese oder durch einen post-synthetischen Metallaustausch erreicht werden. Während bei der direkten Synthese alle Metalle in einem Syntheseschritt eingebaut werden, wird bei einem post-synthetischen Metallaustausch zunächst ein monometallisches HKUST-1-Material hergestellt, welches in einem zweiten Schritt in einer Metallsalzlösung eines zweiten Metalles suspendiert wird. Dabei wird ein Teil der Metallzentren der monometallischen HKUST-1-Struktur durch das neue Metall ersetzt und somit eine bimetallische HKUST-1-Struktur erhalten.
| Metallzentren und Oxidationszahlen | Synthesemethode                               | Zitation      |
| ---------------------------------- | --------------------------------------------- | ------------- |
| Cu2+ / Zn2+                        | Direkte Synthese                              | [ 14 ] [ 15 ] |
| Cu2+ / Zn2+                        | Direkte Synthese Kugelmühle (mechanochemical) | [ 16 ]        |
| Cu2+ / Fe2+                        | Post-synthetischer Metallaustausch            | [ 17 ]        |
| Cu2+ / Co2+                        | Post-synthetischer Metallaustausch            | [ 17 ]        |
| Cu2+ / Ni2+                        | Direkte Synthese                              | [ 18 ]        |
| Cu2+ / Pd2+                        | Direkte Synthese                              | [ 19 ] [ 20 ] |
| Cu2+ / Ru3+                        | Direkte Synthese                              | [ 21 ]        |
| Ru2+/3+ / Rh2+                     | Direkte Synthese                              | [ 13 ]        |
| Cu2+ / Ag+                         | Post-synthetischer Metallaustausch            | [ 22 ]        |
| Cu2+ / Fe3+                        | Post-synthetic metal exchange                 | [ 23 ]        |
| Cu2+ / Mn2+                        | Post-synthetischer Metallaustausch            | [ 17 ]        |
| Cu2+ / Zn2+ / Mo6+                 | Direkte Synthese Kugelmühle (mechanochemical) | [ 16 ]        |

### Theoretisch berechnete HKUST-1-Analoga
Viele HKUST-1-Materialien wurden bereits hergestellt und erforscht. Darüber hinaus wurden die Materialeigenschaften der HKUST-1-Struktur auch mithilfe von theoretischen Berechnungen untersucht. Zu diesem Zweck wurden auch HKUST-1-Analoga angenommen, die so bislang nicht synthetisiert wurden. Dazu zählen sowohl monometallische HKUST-1 mit den Metallen Scandium, Vanadium, Titan, Wolfram oder Cadmium, als auch bimetallische HKUST-1, welche mit Kupfer in Kombination mit einem zweiten Metall (Wolfram, Rhenium, Osmium, Iridium, Platin, Gold) enthalten.

## Eigenschaften
Die Kupfer-basierte HKUST-1-Struktur ist empfindlich gegenüber Wasser und Luftfeuchtigkeit. Bei längerem Kontakt führt dies zu einer Zersetzung der Gerüststruktur, wobei die Zeitspanne stark variiert (Minuten bis Wochen) und von dem Metallzentrum abhängt. Edelmetall-basierte HKUST-1 Analoga (Ruthenium / Rhodium) sind aufgrund ihrer metallinhärent niedrigen Substitutionskinetik stabil gegenüber Wasser, anorganischen Säuren und diversen organischen Lösungsmitteln.